# Love, Chunibyo & Other Delusions/Episodenliste
Dies ist eine Liste der Episoden von Love, Chunibyo & Other Delusions, einer Anime-Fernsehserie die lose auf der gleichnamigen Light-Novel-Reihe Chūnibyō Demo Koi ga Shitai! basiert. Die Serie besteht aus der 24 Folgen umfassenden Hauptserie, einem sie ergänzenden Web-Anime namens Chūnibyō Demo Koi ga Shitai! Lite, sowie den Kinofilmen Takanashi Rikka Kai – Gekijōban Chūnibyō Demo Koi ga Shitai! und Love, Chunibyo & Other Delusions! – Take On Me.

## 1. Staffel

Logo der 1. Staffel

### Kaikō no… Jaō Shingan
01: 邂逅の…邪王真眼, 4. Oktober 2012
In der Mittelschule war Yūta Togashi wohl am besten als Dark Flame Master bekannt und hatte sich in dieser Rolle an seiner alten Schule einen für ihn mittlerweile überaus peinlichen Ruf erworben. Um diese Vergangenheit und seinem Ruf zu entfliehen, suchte er sich bewusst eine Oberschule aus, an der ihn niemand kennen würde. Als letzten Akt vor seinem ersten Schultag an seiner neuen Schule verbannt er sein Repertoire an gesammelten Accessoires aus seinem Zimmer, mit denen er am liebsten nie etwas zu tun gehabt hätte. Während er einen letzten Blick auf den „Müll“ riskiert sieht er, wie am Balkon ein Seil heruntergelassen wird und schließlich sich die ihm noch völlig unbekannte Rikka Takanashi mühselig daran abseilt. Als er ihr hilft das Balkongitter zu erreichen wird dies zugleich ihre erste, kurze Begegnung, wobei Rikka sich schneller weiter abgeseilt hat als das er begreifen konnte, was gerade überhaupt vor sich ging.
Als sich Yūta am nächsten Tag auf seinem Schulweg befindet und auf den Zug wartet, trifft er auf die ihm noch unbekannte Shinka Nibutani. Da er sie als überaus attraktiv empfindet und sie aufgrund ihrer Uniform wohl dieselbe Schule besuchen würde, schwelgt er in Gedanken, bevor Rikka seinen Blick kreuzt. Noch den Schock vom letzten Abend in den Gliedern ist er zunächst überaus erstaunt, jedoch steigert sich dies noch erheblich als Rikka so tut als würde sie die Tür des gerade haltenden Zuges auf magische Weise öffnen. Dadurch ist er regelrecht paralysiert und verpasst prompt seinen Zug, der bereits ohne ihn abgefahren ist. So fürchtet er gleich am ersten Schultag zu spät zu kommen, schafft es aber am Ende dennoch recht pünktlich. Jedoch betritt er nicht gleich das Klassenzimmer, sondern versucht sich allein auf einem Balkon Mut einzureden, wobei er ein wenig in seinen alten Zustand zurückfällt und sich im Gedanken als auch in der realen Welt noch einmal als Dark Flame Master vorstellt. Dabei wird er unbemerkt von Rikka beobachtet, was letztendlich eine Schlüsselszene ist, da dies das Interesse von Rika an Yūta weckt, dem sie in der Vergangenheit bereits einmal auf der Straße in seiner Rolle als Dark Flame Master begegnet war und als Vorbild nahm.
Während der ersten Unterrichtsstunden ist Yūta sehr bemüht bei seinen neuen Klassenkameraden einen guten Eindruck zu hinterlassen. Dabei freundet er sich prompt mit dem hinter ihm sitzenden Makoto Isshiki an und bemerkt auch Shinka Nibutani, welche die Schulsprecherin ist. Zu seinem erneuten Erstaunen steht plötzlich auch Rikka neben ihm, die sich prompt so vorstellt, als wenn Yūta der Auserwählte wäre, nach dem sie ewig gesucht habe. Da Rikka so tut als würde ihr das rechte Auge weh tun, was sie hinter einer Augenklappe verbirgt, wird Yūta von der Klasse in gewisser Weise genötigt sie zur Krankenstation zu begleiten. Dort stellt sich heraus, dass ihr so genanntes Jaō Shingan (邪王真眼, dt. „Das wahre Auge des bösen Königs“) nur deshalb weh tut, da sie eine gelbe Kontaktlinse trägt, die ihr Auge reizt. Dies weckt bei Yūta immer wieder peinliche Erinnerungen an seine Zeit als Mittelschüler, weshalb er nicht so recht weiß wie er mit der Situation umgehen soll. So schwankt sein Gemüt häufig zwischen Extremen, was humorvoll dargestellt wird. In der Klasse versucht er sich daher möglichst von Rikka zu distanzieren. Das gelingt ihm jedoch nicht, da Rikka ihr Portemonnaie verloren hat und er von der Klassenlehrerin aufgefordert wird sie nach Hause zu begleiten. Schließlich wohnt Rikka genau über ihm, sodass er die Bitte nicht ablehnen kann. Zu Hause stapeln sich derweil zahlreiche Kisten die ein Umzugsservice in Yūtas Wohnung abgestellt hat, die aber eigentlich in Rikkas Wohnung sollten. So fühlt er sich auf Druck seiner jüngeren Schwester Kuzuha Togashi schon wieder genötigt Rikka zu helfen und bemerkt dabei immer mehr wie stark bei ihr die Ausprägung des Chūnibyō-Syndromes ist und das er selbst immer wieder in seinen alten Zustand zurückzufallen droht. Da Rikkas ältere Schwester Tōka Takanashi auch am späten Abend noch nicht zu Hause ist, wird Rikka dann auch noch von Yūtas Familie zum Essen eingeladen, was für ihn erneut peinlich ist, da sie seine Vergangenheit kennen und in der Gegenwart von Rikka beim Essen darauf anspielen.

### Senritsu no… Priestess
02: 旋律の…聖調理人, 11. Oktober 2012
Am nächsten Morgen wird er von Shinka träumend von Rikka geweckt, die sich erneut am Balkon abgeseilt hatte. So hängt sie wie eine Klette an ihm und er würde sie am liebsten loswerden, da ihre Gegenwart auf vielfältige Weise für ihn peinlich ist. In der Schule hat dies jedoch noch keinen Effekt und er findet sich noch besser in der Klasse zurecht und wird auch zum zweiten Klassensprecher ernannt, wodurch er insgeheim hofft Shinka näher zu kommen. Auf dem Flur bemerkt er unterdessen einen Aushang das Kumin Tsuyuri nach ihrer entlaufenen Katze sucht, die auf den ersten Blick der Rikka am Vortag zugelaufenen und als Chimäre verkleideten Katze ähnlich sieht. Als er Kumin darauf anspricht beschließen sie gemeinsam die Wohnung von Rikka aufzusuchen. Dies wird für Yūta erneut zu einem überaus peinlichen Moment, weil sich Rikka ihre Wohnung mit allen möglichen Accessoires ausgestattet hat und auch er sich in dieser Atmosphäre teilweise nicht zurückhalten kann. Die in der Schule stets einen etwas müden Eindruck hinterlassende Kumin akzeptiert dies aber mit für ihn schon unangenehmer Gelassenheit bis hin zur Begeisterung. Jedoch stellt sich heraus, dass es sich nicht um Kumins Katze handelt. Dabei werden sie jedoch abrupt von Rikkas älterer Schwester Tōka Takanashi unterbrochen, die auf Katzen allergisch reagiert und entsprechend aufgebracht ist, dass Rikka, dies wohl wissend, eine Katze in die Wohnung gebracht hat. Rikka die ihre Schwester durchaus fürchtet ergreift daher kurzerhand die Flucht aus dem Fenster und landet mit der ihr folgenden Tōka im Zimmer von Yūta, wo sich beide eine Auseinandersetzung liefern, bei der sich Rikka selbst den Kopf stößt und liegen bleibt. So unterhalten sich die Verbliebenen im Wohnzimmer und Tōka versucht Yūta dafür zu gewinnen, dass er ihr dabei helfen soll, Rikka aus ihrer Traumwelt zu reißen. Davon ist er jedoch nicht sonderlich erbaut, wird aber letztlich von Tōka erpresst, die seine Vorstellung als Dark Flame Master aufgezeichnet hatte und im Beisein von Kumin vorspielt. Rikka war unterdessen wieder zu sich gekommen und erneut geflüchtet. Als Yūta das Diktiergerät unbeobachtet liegen sieht ergreift auch er zusammen mit Kumin die Flucht, sodass sie sich am Ende zusammen mit Rikka vor Tōka auf einem Spielplatz verstecken. Tōka findet sie dennoch und kann in einem Duell, was aus der Sicht Rikkas in ihrer typischen Traumwelt dargestellt wird, mühelos Rikka bezwingen, da ihre Attacken natürlich in der realen Welt keinerlei Durchschlagskraft haben. So endet dann der nächtliche Ausflug und die Katze wird letztendlich von Yūta aufgenommen, dessen Familie keine Einwände hat.

### Itan Naru… Twintail
03: 異端なる…双尾娘, 18. Oktober 2012

### Tsūkon no… Mabinogion
04: 痛恨の…闇聖典, 25. Oktober 2012

### Sokubaku no… Hard Study
05: 束縛の…十字架, 1. November 2012

### Shokuzai no… Innocent
06: 贖罪の…救世主, 8. November 2012

### Tsuioku no… Paradise Lost
07: 追憶の…楽園喪失, 15. November 2012

### Futari dake no… Exile
08: 二人だけの…逃避行, 22. November 2012

### Konton no… Chaos Heart
09: 混沌の…初恋煩, 29. November 2012

### Seibo no… Pandora’s Box
10: 聖母の…弁当箱, 6. Dezember 2012

### Katayoku no Fallen Angel
11: 片翼の堕天使, 13. Dezember 2012

### Eternal Engage
12: 終天の契約, 20. Dezember 2012

## 2. Staffel

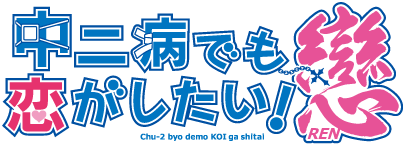
Logo der 2. Staffel

### Fukkatsu no... Jaō Shingan
1: 復活の…邪王真眼, 9. Januar 2014

### Dolphin Ring Striker
2: 海豚の…恋人契約, 16. Januar 2014

### Tsuigeki no… Maō Mahō Shōjo
3: 追撃の…魔法魔王少女, 23. Januar 2014

### Mukunaru… Queen Maker
4: 無垢なる…生徒会長選挙, 30. Januar 2014

### Gensō no… Siesta Labyrinth
5: 幻想の…昼寝迷宮, 6. Februar 2014

### Tamerai no… Tsukushino-shima Travelling
6: 躊躇, 13. Februar 2014

### Volcano Triangle
7: すれ違いの…心模様, 20. Februar 2014

### Itsuwari no… Mori Summer
8: 偽りの…精霊聖母, 27. Februar 2014

### Resort Last Resort
9: 波打際の…究極奥義, 6. März 2014

### Gauntlet of Rain
10: 真夏の夜の…雨と鞭, 13. März 2014

### Blue Moon Ragnarok
11: 青き月の…最終決戦, 20. März 2014

### Kōkun no… Higher Engage
12: 黄昏の…上級契約, 27. März 2014